# White House (Anglia)
White House lub Whitehouse – dzielnica miasta Ipswich, w Anglii, w Suffolk, w dystrykcie Ipswich. W 2011 miejscowość liczyła 8879 mieszkańców.